# Bundestagswahl 1987
- SPD: 193
- Grüne: 44
- CDU/CSU: 234
- FDP: 48

- Regierung: 282
- Opposition: 237

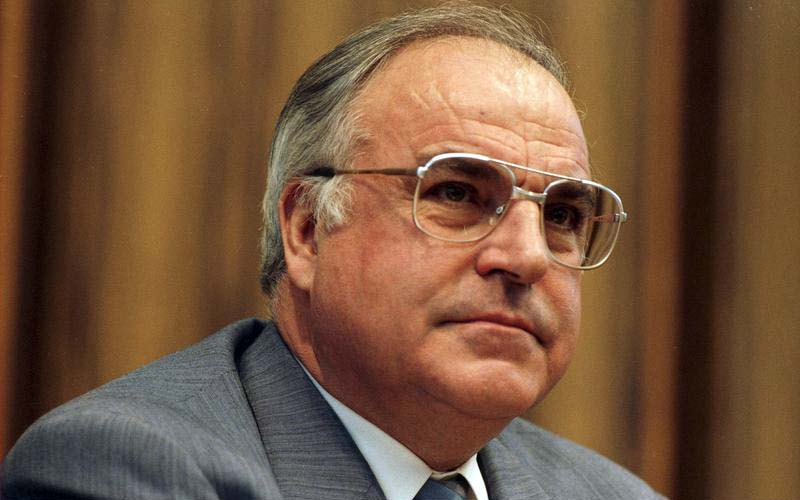
Helmut Kohl, Kandidat von CDU/CSU, während der Pressekonferenz zum Abschluss des Bundestagswahlkampfes.

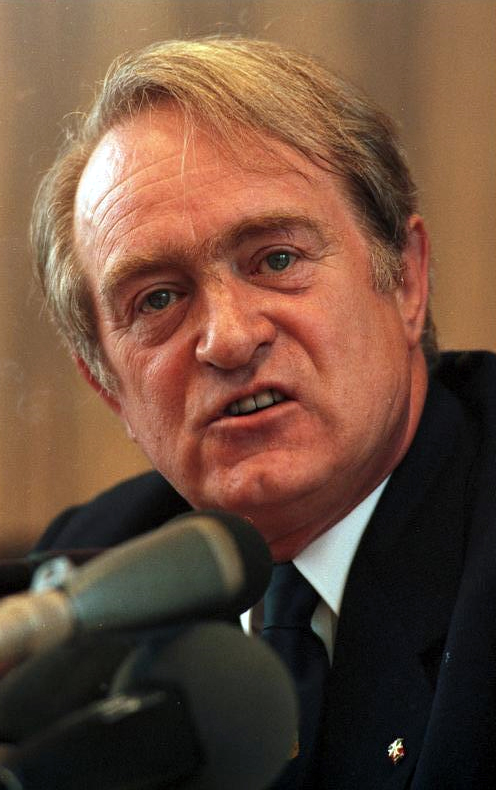
SPD-Kandidat Johannes Rau im Wahlkampf (1986)

Erststimmenergebnis (Wahlkreisgewinner)

Die Bundestagswahl 1987 fand am 25. Januar 1987 statt. Die Wahl zum 11. Deutschen Bundestag war die letzte Wahl vor der Deutschen Wiedervereinigung. Die regierende schwarz-gelbe Koalition wurde trotz leichter Verluste bestätigt.

## Hintergrund
Für die Unionsparteien kandidierte erneut der CDU-Vorsitzende und amtierende Bundeskanzler Helmut Kohl.
Die SPD stellte ihren stellvertretenden Bundesvorsitzenden Johannes Rau als Kanzlerkandidat auf. Der Ministerpräsident von Nordrhein-Westfalen hatte 1980 und 1985 dort sehr gute Wahlergebnisse erzielt. 
Nach einem Bericht der taz war das Asylrecht in den Monaten vor der Bundestagswahl ein wichtiges Thema im Wahlkampf, da zu der Zeit unter anderem über den Ost-Berliner Flughafen Schönefeld monatlich rund fünftausend Tamilen den Westteil der Stadt erreichten. Später veröffentlichte Akten aus dem Zentralarchiv der DDR belegten, dass Egon Bahr (SPD), von Johannes Rau mit entsprechenden Verhandlungen beauftragt, den DDR-Staatsratsvorsitzenden Erich Honecker um eine „Regelung“ gebeten hatte, die den Wahlausgang zugunsten der SPD beeinflussen sollte. Als Gegenleistung versprach Bahr, dass eine SPD-Regierung „voll die Staatsbürgerschaft der DDR respektieren“ werde. 
Am 1. Oktober 1986 wurde der Zuzug in den Westen dementsprechend gestoppt, was von SPD-Zentrale und WDR als Verhandlungserfolg Raus ausgegeben wurde.

## Amtliches Endergebnis
| Listen                       | Listen                                                                 | Erststimmen | Erststimmen | Erststimmen | Erststimmen | Zweitstimmen | Zweitstimmen | Zweitstimmen | Zweitstimmen | Mandate | Mandate | Berliner Abg. |
| Listen                       | Listen                                                                 | Stimmen     | %           | +/-         | Mandate     | Stimmen      | %            | +/-          | Mandate      | Anzahl  | +/-     | Berliner Abg. |
| ---------------------------- | ---------------------------------------------------------------------- | ----------- | ----------- | ----------- | ----------- | ------------ | ------------ | ------------ | ------------ | ------- | ------- | ------------- |
|                              | Sozialdemokratische Partei Deutschlands (SPD)                          | 14.787.953  | 39,2        | –1,2        | 79          | 14.025.763   | 37,0         | –1,1         | 107          | 186     | –7      | 7             |
|                              | Christlich Demokratische Union Deutschlands (CDU)                      | 14.168.527  | 37,5        | –3,5        | 124         | 13.045.745   | 34,5         | –3,7         | 50           | 174     | –17     | 11            |
|                              | Christlich-Soziale Union in Bayern (CSU)                               | 3.859.244   | 10,2        | –0,9        | 45          | 3.715.827    | 9,8          | –0,8         | 4            | 49      | –4      | –             |
|                              | Freie Demokratische Partei (FDP)                                       | 1.760.496   | 4,7         | +1,9        | –           | 3.440.911    | 9,1          | +2,1         | 46           | 46      | +12     | 2             |
|                              | Die Grünen (GRÜNE)                                                     | 2.649.459   | 7,0         | +2,9        | –           | 3.126.256    | 8,3          | +2,7         | 42           | 42      | +15     | (2) 1         |
|                              | Nationaldemokratische Partei Deutschlands (NPD)                        | 182.880     | 0,5         | +0,3        | –           | 227.054      | 0,6          | +0,4         | –            | –       | –       | –             |
|                              | Ökologisch-Demokratische Partei (ÖDP)                                  | 40.765      | 0,1         | +0,1        | –           | 109.152      | 0,3          | +0,3         | –            | –       | –       | –             |
|                              | Frauenpartei (FRAUEN)                                                  | –           | –           | N/A         | –           | 62.904       | 0,2          | N/A          | –            | –       | –       | –             |
|                              | Bayernpartei (BP)                                                      | 8.024       | 0,0         | N/A         | –           | 26.630       | 0,1          | N/A          | –            | –       | –       | –             |
|                              | Die Mündigen Bürger (Mündige Bürger)                                   | 611         | 0,0         | N/A         | –           | 24.630       | 0,1          | N/A          | –            | –       | –       | –             |
|                              | Patrioten für Deutschland (Patrioten)                                  | 27.352      | 0,1         | N/A         | –           | 22.732       | 0,1          | N/A          | –            | –       | –       | –             |
|                              | Deutsche Zentrumspartei (ZENTRUM)                                      | 4.020       | 0,0         | N/A         | –           | 19.035       | 0,1          | N/A          | –            | –       | –       | –             |
|                              | Marxistisch-Leninistische Partei Deutschlands (MLPD)                   | 596         | 0,0         | N/A         | –           | 13.422       | 0,0          | N/A          | –            | –       | –       | –             |
|                              | Christliche Bayerische Volkspartei (CBV)                               | 741         | 0,0         | ±0,0        | –           | 5.282        | 0,0          | ±0,0         | –            | –       | –       | –             |
|                              | Alle Sozialversicherten und Rentner Deutschlands (ASD)                 | 3.151       | 0,0         | N/A         | –           | 1.834        | 0,0          | N/A          | –            | –       | –       | –             |
|                              | Freiheitliche Deutsche Arbeiterpartei (FAP)                            | 349         | 0,0         | N/A         | –           | 405          | 0,0          | N/A          | –            | –       | –       | –             |
|                              | Humanistische Partei (HP)                                              | 788         | 0,0         | N/A         | –           | –            | –            | N/A          | –            | –       | –       | –             |
|                              | Deutsche Solidarität – Union für Umwelt und Lebensschutz (SOLIDARITÄT) | 754         | 0,0         | N/A         | –           | –            | –            | N/A          | –            | –       | –       | –             |
|                              | Unabhängige Arbeiter-Partei (UAP)                                      | 352         | 0,0         | N/A         | –           | –            | –            | N/A          | –            | –       | –       | –             |
|                              | Familien-Partei Deutschlands (Familie)                                 | 130         | 0,0         | N/A         | –           | –            | –            | N/A          | –            | –       | –       | –             |
|                              | Freisoziale Union – Demokratische Mitte (FSU)                          | 110         | 0,0         | N/A         | –           | –            | –            | N/A          | –            | –       | –       | –             |
|                              | Wählergruppen/Einzelbewerber                                           | 246.511     | 0,7         | +0,6        | –           | –            | –            | –            | –            | –       | –       | –             |
| Gesamt                       | Gesamt                                                                 | 37.742.813  | 100         |             | 248         | 37.867.319   | 100          |              | 249          | 497     | –1      | 22            |
|                              |                                                                        |             |             |             |             |              |              |              |              |         |         |               |
| Ungültige Stimmen            | Ungültige Stimmen                                                      | 482.481     | 1,3         | +0,2        |             | 357.975      | 0,9          | +0,1         |              |         |         |               |
| Wähler                       | Wähler                                                                 | 38.225.294  | 84,3        | –4,8        |             | 38.225.294   | 84,3         | –4,8         |              |         |         |               |
| Wahlberechtigte              | Wahlberechtigte                                                        | 45.327.982  |             |             |             | 45.327.982   |              |              |              |         |         |               |
|                              |                                                                        |             |             |             |             |              |              |              |              |         |         |               |
| Quelle: Der Bundeswahlleiter |                                                                        |             |             |             |             |              |              |              |              |         |         |               |

- Überhangmandate: 1 (CDU).

### Ergebnisse in den Bundesländern
| Bundesland          | Wahl- berechtigte | Wähler     | Wahl- beteiligung | CDU/CSU | CDU/CSU | SPD  | SPD   | FDP  | FDP   | Grüne | Grüne |
| Bundesland          | Wahl- berechtigte | Wähler     | Wahl- beteiligung | Erst    | Zweit   | Erst | Zweit | Erst | Zweit | Erst  | Zweit |
| ------------------- | ----------------- | ---------- | ----------------- | ------- | ------- | ---- | ----- | ---- | ----- | ----- | ----- |
| Baden-Württemberg   | 06.830.771        | 05.676.772 | 83,1              | 51,5    | 46,7    | 31,9 | 29,3  | 6,1  | 12,0  | 08,1  | 10,0  |
| Bayern              | 08.320.069        | 06.796.701 | 81,7              | 57,6    | 55,1    | 28,5 | 27,0  | 4,8  | 08,1  | 07,3  | 07,7  |
| Bremen              | 00.521.646        | 00.431.635 | 82,7              | 31,7    | 28,9    | 49,5 | 46,5  | 4,6  | 08,8  | 11,7  | 14,5  |
| Hamburg             | 01.258.320        | 01.044.370 | 83,0              | 40,9    | 37,4    | 44,2 | 41,2  | 4,8  | 09,6  | 09,0  | 11,0  |
| Hessen              | 04.179.951        | 03.582.159 | 85,7              | 45,0    | 41,3    | 41,6 | 38,7  | 4,6  | 09,1  | 07,4  | 09,4  |
| Niedersachsen       | 05.628.104        | 04.782.941 | 85,0              | 44,9    | 41,5    | 43,4 | 41,4  | 4,4  | 08,8  | 06,3  | 07,4  |
| Nordrhein-Westfalen | 12.827.646        | 10.956.596 | 85,4              | 43,6    | 40,1    | 44,9 | 43,2  | 4,1  | 08,4  | 06,5  | 07,5  |
| Rheinland-Pfalz     | 02.874.920        | 02.493.602 | 86,7              | 48,2    | 45,1    | 39,4 | 37,1  | 4,8  | 09,1  | 06,2  | 07,5  |
| Saarland            | 00.847.217        | 00.739.701 | 87,3              | 43,8    | 41,2    | 45,7 | 43,5  | 3,8  | 06,9  | 05,1  | 07,1  |
| Schleswig-Holstein  | 02.039.338        | 01.720.817 | 84,4              | 46,1    | 41,9    | 43,0 | 39,8  | 4,3  | 09,4  | 05,9  | 08,0  |

## Regierungsbildung
| Mögliche Koalitionen | Sitze   |
| -------------------- | ------- |
| Sitze gesamt         | 519     |
| voll stimmberechtigt | 497     |
| Zweidrittelmehrheit  | 332     |
| CDU/CSU, SPD         | 427     |
| Absolute Mehrheit    | 249     |
| CDU/CSU, FDP         | 282     |
| keine Mehrheit       | bis 248 |
| SPD, Grüne           | 237     |

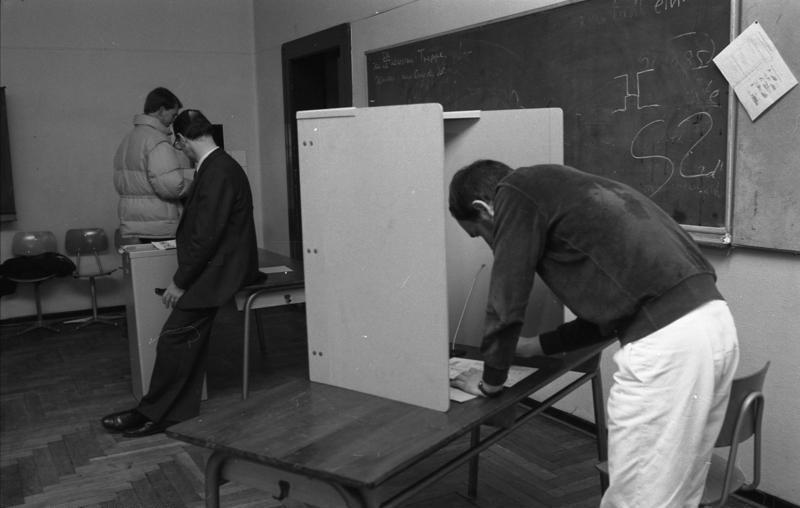
Bürger bei der Stimmabgabe in Bonn

Das Wahlergebnis ermöglichte die Fortsetzung der bisherigen schwarz-gelben Koalition. Der Bundestag wählte Helmut Kohl am 11. März 1987 im ersten Wahlgang abermals zum Bundeskanzler. Die Ernennung durch den Bundespräsidenten und die Vereidigung erfolgten noch am selben Tag. Die  Minister des Kabinetts Kohl III wurden am folgenden Tag ernannt und vereidigt. Johannes Rau, der auf eine Alleinregierung bei einem Wahlsieg setzte und eine Rot-Grüne Koalition ausschloss, blieb Ministerpräsident von Nordrhein-Westfalen.